# Pièces en euro de la Grèce
Les pièces en euro de la Grèce sont les pièces de monnaie en euro frappées par la Grèce et mises en circulation par la Banque de Grèce. L'euro a remplacé l'ancienne monnaie nationale, la drachme grecque, le 1er janvier 2001 (entrée dans le MCE II et dans la zone euro) au taux de conversion de 1 euro = 340,750 drachmes. Les pièces en euro grecques ont cours légal dans la zone euro depuis le 1er janvier 2002.

## Pièces destinées à la circulation

### Face commune et spécifications techniques
Comme toutes les pièces en euro destinées à la circulation, les pièces grecques répondent aux spécifications techniques communes et présentent un revers commun utilisé par tous pays de la zone euro. Celui-ci indique la valeur de la pièce. La Grèce utilise la deuxième version du revers depuis 2007.

### Faces nationales des pièces courantes

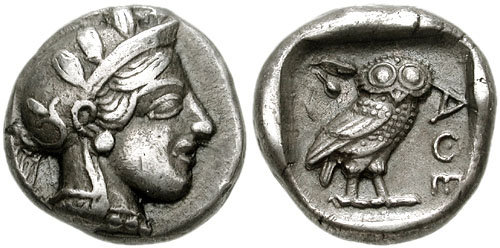
Drachme d'argent frappée à Athènes, vers 449-420 av. J.-C., 4.17 g ; à l'avers, le visage casqué d'Athéna, au revers carré incusé la chevêche et les lettres ΑΘΕ [pour ΑΘΗΝΑΙΩΝ, les Athéniens]. La chevêche figure sur la face nationale de la pièce de 1 euro.

Les pièces grecques ont été choisies, en mai 2000, par le ministre grec de l'économie nationale, Yiánnos Papantoníou, et par le gouverneur de la Banque de Grèce, Loukás Papadímos, parmi une série de propositions sélectionnées par un comité national technique et artistique et le Conseil de politique monétaire. Ils ont porté leur choix sur le projet de Geórgios Stamatópoulos.
Les huit pièces grecques ont toutes des dessins différents sur l'avers mais trois thèmes ont été définis (un par groupe de pièces) :
- pièces de 1, 2 et 5 centimes : le patrimoine maritime grec ;
- pièces de 10, 20 et 50 centimes : les défenseurs de l'indépendance grecque ;
- pièces de 1 et 2 euros : la Grèce antique.

Plus spécifiquement :
- pièce de 1 centime/λεπτό : une trière, datant du Ve siècle avant J.C. En bas est indiquée la valeur nominale en grec, 1 ΛΕΠΤΟ. En haut à gauche est indiqué le millésime. Le tout est entouré des 12 étoiles du drapeau européen.
- pièce de 2 centimes/λεπτά : une corvette, telle qu'utilisée pendant la guerre d'indépendance grecque. En bas est indiquée la valeur nominale en grec, 2 ΛΕΠΤΑ. En haut à droite est indiqué le millésime. Le tout est entouré des 12 étoiles du drapeau européen.
- pièce de 5 centimes/λεπτά : un pétrolier moderne. En haut est indiquée la valeur nominale en grec, 5 ΛΕΠΤΑ, au-dessus du millésime. Le tout est entouré des 12 étoiles du drapeau européen.
- pièce de 10 centimes/λεπτά : le buste de l'écrivain et patriote grec Rigas Féréos (1757–1798) tourné légèrement vers la droite. Sous son col est indiqué son nom en grec, ΡΗΓΑΣ ΦΕΡΑΙΟΣ. À droite est indiquée la valeur nominale en grec, 10 ΛΕΠΤΑ, et à gauche le millésime. Le tout est entouré des 12 étoiles du drapeau européen, dont 3 sont en creux sur le buste. Rigas Féréos figurait sur le billet de 200 drachmes en circulation juste avant le passage à l'euro.
- pièce de 20 centimes/λεπτά : le buste de l'homme d'État et diplomate grec Ioánnis Kapodístrias (1776–1831) tourné légèrement vers la droite. Sous son col est indiqué son nom en grec, I. ΚΑΠΟΔΙΣΤΡΙΑΣ. À droite est indiquée la valeur nominale en grec, 20 ΛΕΠΤΑ, et à gauche le millésime. Le tout est entouré des 12 étoiles du drapeau européen, dont 2 sont en creux sur le buste. Ioánnis Kapodístrias figurait sur le billet de 500 drachmes en circulation juste avant le passage à l'euro.
- pièce de 50 centimes/λεπτά : le buste de l'homme politique grec Elefthérios Venizélos (1864–1936) tourné légèrement vers la gauche. Sous son col est indiqué son nom en grec, ΕΛ. ΒΕΝΙΖΕΛΟΣ. À gauche est indiquée la valeur nominale en grec, 50 ΛΕΠΤΑ, et le millésime, en bas. Le tout est entouré des 12 étoiles du drapeau européen, dont 3 sont en creux sur le buste.
- pièce de 1 euro/ευρώ : une pièce d'une tétradrachme athénienne représentant une chouette et une branche d'olivier, symbole de la déesse grecque de la sagesse, Athéna, et comportant l'inscription (en grande partie cachée) ΑθΕ, abréviation de ΑΘΗΝΑΙΟΝ (athénien). Superposé à l'inscription, la valeur nominale en grec, 1 ΕΥΡΩ, en 2 lignes. Le tout est entouré des 12 étoiles du drapeau européen, entre lesquels est indiqué le millésime en deux parties, sur l'anneau extérieur.
- pièce de 2 euros/ευρώ : l'enlèvement d'Europe par Zeus, métamorphosé en taureau, selon une mosaïque de Sparte. En haut à gauche, la légende ΕΥΡΩΠΗ (Europe). En dessous, la valeur nominale en grec, 2 ΕΥΡΩ. Le tout est entouré des 12 étoiles du drapeau européen, entre lesquels est indiqué le millésime en deux parties, sur l'anneau extérieur.

La valeur nominale des pièces est répétée dans l'alphabet grec sur la face nationale. Le mot ΕΥΡΩ figure pour EURO. Le centime est connu sous le nom de lepto, λεπτό (ΛΕΠΤΟ, au pluriel « ΛΕΠΤΑ »). La recommandation de la Commission européenne de 2006 a interdit la pratique de la répétition de la valeur nominale sur la face nationale mais celle de 2009 la permet désormais si elle est libellée dans un alphabet différent.
Le premier millésime indiqué est 2002, année de l'introduction des pièces en euro dans la circulation.
La description des faces nationales de la Grèce et des 14 autres pays ayant adopté l'euro fiduciaire en 2002 a été publiée dans le Journal officiel de l'Union européenne, le 28 décembre 2001.
| 1 centime                                                             | 2 centimes                      | 5 centimes                                   |
| --------------------------------------------------------------------- | ------------------------------- | -------------------------------------------- |
|                                                                       |                                 |                                              |
| Une trière.                                                           | Une corvette.                   | Un pétrolier.                                |
| 10 centimes                                                           | 20 centimes                     | 50 centimes                                  |
|                                                                       |                                 |                                              |
| Rigas Féréos.                                                         | Ioánnis Kapodístrias.           | Elefthérios Venizélos.                       |
| 1 euro                                                                | 2 euros                         | Gravure sur la tranche (2 euros)             |
|                                                                       |                                 |                                              |
| Reproduction d'une tétradrachme athénienne antique avec une chouette. | L'enlèvement d'Europe par Zeus. | ΕΛΛΗΝΙΚΗ ΔΗΜΟΚΡΑΤΙΑ (RÉPUBLIQUE HELLÉNIQUE). |

### Pièces commémoratives de 2 euros
La Grèce a été le premier pays à émettre une pièce commémorative de 2 €, en 2004, à l'occasion de Jeux olympiques d'Athènes.

#### De 2004 à 2009
| 2004                              | |                      |
| Jeux olympiques d'Athènes de 2004 | |                      |
|                                   | Le dessin d'une statue antique représentant un discobole sur le point de lancer le disque. Les cinq anneaux olympiques, au-dessus desquels on peut lire la légende en anglais ATHENS 2004 (Athènes 2004), sont représentés à gauche, tandis que le chiffre 2 et le mot ΕΥΡΩ (euro) se trouvent à droite. L'anneau externe de la pièce comporte les douze étoiles du drapeau européen, ainsi que le millésime entrecoupé par l'étoile la plus basse, de la manière suivante : 20*04. |                      |
| Graveur : Konstantinos Kazakos    | \| Gravure sur la tranche : \| Date : \| Tirage : \| \| \| Mars 2004 \| 4 millions de pièces[9] \| |                      |
| Gravure sur la tranche :          | Date : | Tirage :             |
|                                   | Mars 2004 | 4 millions de pièces |

| 2007                               | |                      |
| 50e anniversaire du traité de Rome | |                      |
|                                    | Tous les pays de la zone euro, dont la Grèce, ont émis le 25 mars 2007 une pièce commémorative de 2 € pour célébrer le 50e anniversaire du traité de Rome. Le centre de la pièce représente le traité signé par les six États membres fondateurs devant un arrière-plan évoquant le dallage, dessiné par Michel-Ange, de la place du Capitole, à Rome, où le traité a été signé le 25 mars 1957. Le mot EYPΩΠΗ (Europe) figure au-dessus du livre. La légende ΣΥΝΘΗΚΗ ΤΗΣ ΡΩΜΗΣ (Traité de Rome) et 50 XPONIA (50 ans) est inscrite au-dessus du dessin. Le millésime 2007 et le nom du pays émetteur ΕΛΛΗΝΙΚΗ ΔΗΜΟΚΡΑΤΙΑ sont inscrits sous le dessin. L'anneau externe de la pièce comporte les douze étoiles du drapeau européen. |                      |
| Graveur :                          | \| Gravure sur la tranche : \| Date : \| Tirage : \| \| \| 25 mars 2007 \| 4 millions de pièces \| |                      |
| Gravure sur la tranche :           | Date : | Tirage :             |
|                                    | 25 mars 2007 | 4 millions de pièces |

| 2009                                                | |                      |
| 10e anniversaire de l'Union économique et monétaire | |                      |
|                                                     | Tous les pays de la zone euro ont émis le 1er janvier une pièce commémorative de 2 € pour célébrer le 10e anniversaire de l'Union économique et monétaire. Le centre de la pièce illustre une silhouette humaine stylisée dont le bras gauche est prolongé par le symbole de l'euro. Le nom du pays émetteur ΕΛΛΗΝΙΚΗ ΔΗΜΟΚΡΑΤΙΑ apparaît dans la partie supérieure, tandis que l'indication 1999-2009 et l'acronyme ONE (pour Οικονομική και Νομισματική Ένωση, Union économique et monétaire ou UEM) apparaissent dans la partie inférieure. L'anneau externe de la pièce représente les douze étoiles du drapeau européen. |                      |
| Graveur : Geórgios Stamatópoulos                    | \| Gravure sur la tranche : \| Date : \| Tirage : \| \| \| 1er janvier 2009 \| 4 millions de pièces \| |                      |
| Gravure sur la tranche :                            | Date : | Tirage :             |
|                                                     | 1er janvier 2009 | 4 millions de pièces |

#### De 2010 à 2019
| 2010                                          | |                        |
| 2500e anniversaire de la bataille de Marathon | |                        |
|                                               | La représentation d'un guerrier au-dessus d'un bouclier portant un oiseau symbolisant la naissance de la civilisation occidentale. Le dessin est entouré par les inscriptions ΜΑΡΑΘΩΝΑΣ 2500 ΧΡΟΝΙΑ (Marathon 2500 ans) et 490 Π.Χ. 2010 Μ.Χ. (490 av. J.-C. 2010 apr. J.-C.) et le nom du pays émetteur, ΕΛΛΗΝΙΚΗ ΔΗΜΟΚΡΑΤΙΑ. L'anneau externe de la pièce comporte les douze étoiles du drapeau européen. |                        |
| Graveur : Geórgios Stamatópoulos              | \| Gravure sur la tranche : \| Date : \| Tirage : \| \| \| Octobre 2010 \| 2,5 millions de pièces \| |                        |
| Gravure sur la tranche :                      | Date : | Tirage :               |
|                                               | Octobre 2010 | 2,5 millions de pièces |

| 2011                                      | |                     |
| Jeux olympiques spéciaux mondiaux en 2011 | |                     |
|                                           | Le logo des Jeux composé d'un soleil radieux, d'un athlète, d'un rameau d'olivier et d'une spirale au centre du soleil. Autour de l'image figurent l'inscription en anglais XIII SPECIAL OLYMPICS W.S.G. ATHENS 2011 (XIIIe Jeux olympiques spéciaux J.S.M. Athènes 2011) et le nom du pays d'émission ΕΛΛΗΝΙΚΗ ΔΗΜΟΚΡΑΤΙΑ, séparés par la marque d'atelier. L'anneau externe de la pièce comporte les douze étoiles du drapeau européen. |                     |
| Graveur : Geórgios Stamatópoulos          | \| Gravure sur la tranche : \| Date : \| Tirage : \| \| \| 30 mai 2011 \| 1 million de pièces \| |                     |
| Gravure sur la tranche :                  | Date : | Tirage :            |
|                                           | 30 mai 2011 | 1 million de pièces |

| 2012                                                                         | |                     |
| 10e anniversaire de la mise en circulation des billets et des pièces en euro | |                     |
|                                                                              | Le dessin au centre de la pièce symbolise la place acquise en dix ans par l'euro, qui est désormais un acteur mondial à part entière, et son importance dans la vie quotidienne, différents aspects étant décrits : les citoyens (représentés par une famille de quatre personnes), le commerce (le bateau), l'industrie (l'usine) et l'énergie (les éoliennes). Le nom du pays émetteur ΕΛΛΗΝΙΚΗ ΔΗΜΟΚΡΑΤΙΑ est apposé en haut de la pièce. L'anneau externe de la pièce comporte les douze étoiles du drapeau européen. |                     |
| Graveur : Helmut Andexlinger                                                 | \| Gravure sur la tranche : \| Date : \| Tirage : \| \| \| 2 janvier 2012 \| 1 million de pièces \| |                     |
| Gravure sur la tranche :                                                     | Date : | Tirage :            |
|                                                                              | 2 janvier 2012 | 1 million de pièces |

| 2013                                       | |                |
| 2400e anniversaire de l'Académie de Platon | |                |
|                                            | L'effigie de Platon, à gauche de laquelle on peut lire 2 400 ΧΡΟΝΙΑ ΑΠΟ ΤΗΝ ΙΔΡΥΣΗ ΤΗΣ ΑΚΑΔΗΜΙΑΣ ΠΛΑΤΩΝΟΣ (2400 ans depuis la fondation de l'Académie de Platon) et le nom du pays émetteur ΕΛΛΗΝΙΚΗ ΔΗΜΟΚΡΑΤΙΑ. À droite le millésime 2013. L'anneau externe de la pièce comporte les douze étoiles du drapeau européen. |                |
| Graveur : Geórgios Stamatópoulos           | \| Gravure sur la tranche : \| Date : \| Tirage : \| \| \| Juin 2013 \| 742 500 pièces \| |                |
| Gravure sur la tranche :                   | Date : | Tirage :       |
|                                            | Juin 2013 | 742 500 pièces |

| 2013                                                     | |                |
| 100e anniversaire du rattachement de la Crète à la Grèce | |                |
|                                                          | Représentation des rebelles crétois agitant le drapeau grec. En haut, le nom du pays émetteur ΕΛΛΗΝΙΚΗ ΔΗΜΟΚΡΑΤΙΑ. En bas, la légende 100 ΧΡΟΝΙΑ ΑΠΟ ΤΗΝ ΕΝΩΣΗ ΤΗΣ ΚΡΗΤΗΣ ΜΕ ΤΗΝ ΕΛΛΑΔΑ (100 ans d'union entre la Crète et de la Grèce). À droite, les années 1913-2013. L'anneau externe de la pièce comporte les douze étoiles du drapeau européen. |                |
| Graveur : Geórgios Stamatópoulos                         | \| Gravure sur la tranche : \| Date : \| Tirage : \| \| \| Automne 2013 \| 750 000 pièces \| |                |
| Gravure sur la tranche :                                 | Date : | Tirage :       |
|                                                          | Automne 2013 | 750 000 pièces |

| 2014 | |                |
| 400e anniversaire de la mort du peintre, sculpteur et architecte grec Domínikos Theotokópoulos, dit Le Greco | |                |
| | Portrait de Saint Paul d'après La Greco et autoportrait présumé du Greco. En dessous, son nom ΔΟΜΗΝΙΚΟΣ ΘΕΟΤΟΚΟΠΟΥΛΟΣ (Domínikos Theotokópoulos) et ses années de naissance et de mort 1541-1614. En haut, à gauche, le nom du pays émetteur ΕΛΛΗΝΙΚΗ ΔΗΜΟΚΡΑΤΙΑ, le millésime et la signature d'El Greco. L'anneau externe de la pièce comporte les douze étoiles du drapeau européen. |                |
| Graveur : Geórgios Stamatópoulos                                                                             | \| Gravure sur la tranche : \| Date : \| Tirage : \| \| \| 24 septembre 2014 \| 742 500 pièces \| |                |
| Gravure sur la tranche :                                                                                     | Date : | Tirage :       |
| | 24 septembre 2014 | 742 500 pièces |

| 2014                                                          | |                |
| 150e anniversaire de l'union des Îles Ioniennes avec la Grèce | |                |
|                                                               | Une étoile à sept branches symbolisant la région des sept îles, l'Heptanèse, entourée de sept éléments, symboles de chaque île (depuis le haut, dans le sens des aiguilles d'une montrer) : une trière pour Corfou ; un trépied, symbole sacré d'Apollon, pour Zante ; la tête d'Ulysse pour Ithaque ; le trident de Poséidon pour Paxos ; Vénus pour Cythère ; la lyre d'or d'Apollon pour Leucade et Céphale pour Céphalonie. Dans l'étoile figure la légende 150 ΧΡΟΝΙΑ ΑΠΟ ΤΗΝ ΕΝΩΣΗ ΤΩΝ ΕΠΤΑΝΗΣΩΝ ΜΕ ΤΗΝ ΕΛΛΑΔΑ (150 ans de l'union de l'Heptanèse avec la Grèce), les dates 1864-2014 et la mention du pays émetteur ΕΛΛΗΝΙΚΗ ΔΗΜΟΚΡΑΤΙΑ. Le tout est entouré par une frise hellénique. L'anneau externe de la pièce comporte les douze étoiles du drapeau européen. |                |
| Graveur : Maria Andonatou                                     | \| Gravure sur la tranche : \| Date : \| Tirage : \| \| \| 24 septembre 2014 \| 742 500 pièces \| |                |
| Gravure sur la tranche :                                      | Date : | Tirage :       |
|                                                               | 24 septembre 2014 | 742 500 pièces |

| 2015                                 | |
| 30e anniversaire du drapeau européen | |
|                                      | Le drapeau européen dessiné grossièrement, entouré par douze bonshommes stylisés. En haut à droite, le nom du pays émetteur ΕΛΛΗΝΙΚΗ ΔΗΜΟΚΡΑΤΙΑ suivi des années 1985-2015. L'anneau externe de la pièce comporte les douze étoiles du drapeau européen. |
| Graveur : Geórgios Stamatópoulos     | \| Date : \| Tirage : \| \| 3e trimestre 2015 \| 750 000 pièces \| |
| Date :                               | Tirage : |
| 3e trimestre 2015                    | 750 000 pièces |

| 2015                                                                          | |                |
| 75e anniversaire de la mort de l'athlète grec Spyrídon Loúis, le 26 mars 1940 | |                |
|                                                                               | Représentation de Spyrídon Loúis en costume traditionnel grec et de la coupe qu'il a gagnée lors sa victoire au marathon lors des Jeux olympiques de 1896, devant le Stade panathénaïque, à Athènes. En bas, la légende 75 ΧΡΟΝΙΑ ΜΝΗΜΗΣ ΣΠΥΡΟΥ ΛΟΥΗ (75e anniversaire de la mort de Spyrídon Loúis). À gauche, la mention du pays émetteur ΕΛΛΗΝΙΚΗ ΔΗΜΟΚΡΑΤΙΑ. Au-dessus de la coupe, le millésime 2015. L'anneau externe de la pièce comporte les douze étoiles du drapeau européen. |                |
| Graveur :                                                                     | \| Gravure sur la tranche : \| Date : \| Tirage : \| \| \| 3e trimestre 2015 \| 750 000 pièces \| |                |
| Gravure sur la tranche :                                                      | Date : | Tirage :       |
|                                                                               | 3e trimestre 2015 | 750 000 pièces |

| 2016                                                  | |                |
| 150e anniversaire de l'incendie du Monastère d'Arkadi | |                |
|                                                       | Représentation de la façade de l'église du Monastère d'Arkadi. En bas, la légende ΜΟΝΗ ΑΡΚΑΔΙΟΥ (Monastère d'Arkadi). À gauche, la mention du pays émetteur ΕΛΛΗΝΙΚΗ ΔΗΜΟΚΡΑΤΙΑ. En haut, le millésime 2016. L'anneau externe de la pièce comporte les douze étoiles du drapeau européen. |                |
| Graveur : Geórgios Stamatópoulos                      | \| Gravure sur la tranche : \| Date : \| Tirage : \| \| \| 4e trimestre 2016 \| 750 000 pièces \| |                |
| Gravure sur la tranche :                              | Date : | Tirage :       |
|                                                       | 4e trimestre 2016 | 750 000 pièces |

| 2016 | |                |
| 120e anniversaire de la naissance du musicien grec, naturalisé américain, Dimitri Mitropoulos, le 1er mars 1896 à Athènes | |                |
| | Effigie de Dimitri Mitropoulos tournée vers la gauche, sur un fond décoré de notes de musique. À gauche, la légende 120 ΧΡΟΝΙΑ ΑΠΟ ΤΗ ΓΕΝΝΗΣΗ ΤΟΥ ΔΗΜΗΤΡΗ ΜΗΤΡΟΠΟΥΛΟΥ (120 ans de la naissance de Dimitri Mitropoulos) et la mention du pays émetteur ΕΛΛΗΝΙΚΗ ΔΗΜΟΚΡΑΤΙΑ, suivi du millésime 2016. L'anneau externe de la pièce comporte les douze étoiles du drapeau européen. |                |
| Graveur : Geórgios Stamatópoulos                                                                                          | \| Gravure sur la tranche : \| Date : \| Tirage : \| \| \| 4e trimestre 2016 \| 750 000 pièces \| |                |
| Gravure sur la tranche :                                                                                                  | Date : | Tirage :       |
| | 4e trimestre 2016 | 750 000 pièces |

| 2017 | |                |
| 60e anniversaire de la mort de l'écrivain grec Níkos Kazantzákis, le 26 octobre 1957 à Fribourg-en-Brisgau (Allemagne), | |                |
| | L'effigie de profil de Níkos Kazantzákis. À gauche, en arc de cercle la mention du pays émetteur ΕΛΛΗΝΙΚΗ ΔΗΜΟΚΡΑΤΙΑ suivi du millésime 2017 et le nom de l'écrivain ΝΙΚΟΣ ΚΑΖΑΝΤΖΑΚΗΣ. L'anneau externe de la pièce comporte les douze étoiles du drapeau européen. |                |
| Graveur : Geórgios Stamatópoulos                                                                                        | \| Gravure sur la tranche : \| Date : \| Tirage : \| \| \| fin du 1er semestre 2017 \| 750 000 pièces \| |                |
| Gravure sur la tranche :                                                                                                | Date : | Tirage :       |
| | fin du 1er semestre 2017 | 750 000 pièces |

| 2017                              | |                |
| Site archéologique de Philippes , | |                |
|                                   | Les ruines de la basilique B sur le site archéologique de Philippes, au-dessus de motifs décoratifs inspirés d'une mosaïque antique. En haut, en arc de cercle, la légende ΑΡΧΑΙΟΛΟΓΙΚΟΣ ΦΙΛΙΠΠΩΝ (Site archéologique de Philippes) et la mention du pays émetteur ΕΛΛΗΝΙΚΗ ΔΗΜΟΚΡΑΤΙΑ. En haut, à gauche des ruines, le millésime 2017. L'anneau externe de la pièce comporte les douze étoiles du drapeau européen. |                |
| Graveur : Geórgios Stamatópoulos  | \| Gravure sur la tranche : \| Date : \| Tirage : \| \| \| 2e semestre 2017 \| 750 000 pièces \| |                |
| Gravure sur la tranche :          | Date : | Tirage :       |
|                                   | 2e semestre 2017 | 750 000 pièces |

| 2018                                                     | |                |
| 70e anniversaire de l'union du Dodécanèse avec la Grèce, | |                |
|                                                          | Calice d'une rose, symbole de Rhodes, entouré de vagues stylisées. En haut, la légende 1948-2018 Η ΕΝΩΣΗ ΤΩΝ ΔΩΔΕΚΑΝΗΣΩΝ ΜΕ ΤΗΝ ΕΛΛΑΔΑ (Rattachement du Dodécanèse à la Grèce). En bas, la mention du pays émetteur ΕΛΛΗΝΙΚΗ ΔΗΜΟΚΡΑΤΙΑ. L'anneau externe de la pièce comporte les douze étoiles du drapeau européen. |                |
| Graveur : Geórgios Stamatópoulos                         | \| Gravure sur la tranche : \| Date : \| Tirage : \| \| \| Mi-2018 \| 750 000 pièces \| |                |
| Gravure sur la tranche :                                 | Date : | Tirage :       |
|                                                          | Mi-2018 | 750 000 pièces |

| 2018                                                                                    | |                |
| 75e anniversaire de la mort du poète grec Kostís Palamás, le 27 février 1943 à Athènes, | |                |
|                                                                                         | Buste de Kostís Palamás. À gauche, la mention du pays émetteur ΕΛΛΗΝΙΚΗ ΔΗΜΟΚΡΑΤΙΑ et son nom ΚΩΣΤΗΣ ΠΑΛΑΜΑΣ. À droite, le millésime 2018. L'anneau externe de la pièce comporte les douze étoiles du drapeau européen. |                |
| Graveur : Geórgios Stamatópoulos                                                        | \| Gravure sur la tranche : \| Date : \| Tirage : \| \| \| Mi-2018 \| 750 000 pièces \| |                |
| Gravure sur la tranche :                                                                | Date : | Tirage :       |
|                                                                                         | Mi-2018 | 750 000 pièces |

| 2019 | |                |
| 150e anniversaire de la mort du poète grec Andreas Calvos, le 3 novembre 1869, à Keddington, au Royaume-Uni, | |                |
| | Effigie d'Andreas Calvos tournée vers la gauche. À gauche, son nom ΑΝΔΡΕΑΣ ΚΑΛΒΟΣ suivi de ses années de naissance et de mort 1792-1869. À la hauteur de ses yeux, le millésime 2019. À droite, la mention du pays émetteur ΕΛΛΗΝΙΚΗ ΔΗΜΟΚΡΑΤΙΑ. L'anneau externe de la pièce comporte les douze étoiles du drapeau européen. |                |
| Graveur : Geórgios Stamatópoulos                                                                             | \| Gravure sur la tranche : \| Date : \| Tirage : \| \| \| Juin 2019 \| 750 000 pièces \| |                |
| Gravure sur la tranche :                                                                                     | Date : | Tirage :       |
| | Juin 2019 | 750 000 pièces |

| 2019 | |                |
| 100e anniversaire de la naissance de l'archéologue grec Manólis Andrónikos, le 23 octobre 1919, à Bursa, | |                |
| | Effigie de Manólis Andrónikos, de face, deux doigts posés sur sa tempe droite. À gauche, son nom ΜΑΝΩΛΗΣ ΑΝΔΡΟΝΙΚΟΣ suivi de ses années de naissance et de mort 1919-1992. À la hauteur de son front, le millésime 2019. À droite, la mention du pays émetteur ΕΛΛΗΝΙΚΗ ΔΗΜΟΚΡΑΤΙΑ. L'anneau externe de la pièce comporte les douze étoiles du drapeau européen. |                |
| Graveur : Geórgios Stamatópoulos                                                                         | \| Gravure sur la tranche : \| Date : \| Tirage : \| \| \| Juin 2019 \| 750 000 pièces \| |                |
| Gravure sur la tranche :                                                                                 | Date : | Tirage :       |
| | Juin 2019 | 750 000 pièces |

#### Depuis 2020
| 2020                                                                | |                |
| 2500e anniversaire de la Bataille des Thermopyles en 480 av. J.-C., | |                |
|                                                                     | Casque grec antique entouré de la légende 2500 ΧΡΟΝΙΑ ΑΠΟ ΤΗ ΜΑΧΗ ΤΩΝ ΘΕΡΜΟΠΥΛΩΝ (2500 ans depuis la Bataille des Thermopyles) et de la mention du pays émetteur ΕΛΛΗΝΙΚΗ ΔΗΜΟΚΡΑΤΙΑ. À la hauteur du front, le millésime 2020. L'anneau externe de la pièce comporte les douze étoiles du drapeau européen. |                |
| Graveur : Geórgios Stamatópoulos                                    | \| Gravure sur la tranche : \| Date : \| Tirage : \| \| \| Janvier 2020 \| 750 000 pièces \| |                |
| Gravure sur la tranche :                                            | Date : | Tirage :       |
|                                                                     | Janvier 2020 | 750 000 pièces |

| 2020                                                              | |                |
| 100e anniversaire de l'union de la Thrace occidentale à la Grèce, | |                |
|                                                                   | Représentation d'une pièce de monnaie ancienne d’Abdère, en Thrace, portant un griffon entourée de la légende 100 ΧΡΟΝΙΑ ΑΠΟ ΤΗΝ ΕΝΣΩΜΑΤΩΣΗ ΤΗΣ ΘΡΑΚΗΣ (100 ans de l'inclusion de la Thrace), de la mention du pays émetteur ΕΛΛΗΝΙΚΗ ΔΗΜΟΚΡΑΤΙΑ et du millésime 2020. |                |
| Graveur : Geórgios Stamatópoulos                                  | \| Gravure sur la tranche : \| Date : \| Tirage : \| \| \| Mai 2020 \| 750 000 pièces \| |                |
| Gravure sur la tranche :                                          | Date : | Tirage :       |
|                                                                   | Mai 2020 | 750 000 pièces |

| 2021                                                             | |                  |
| 200e anniversaire du début de la Révolution grecque de 1821-1829 | |                  |
|                                                                  | Le dessin représente le drapeau grec dans un cercle, au centre, entouré de six branches de laurier. L'inscription 1821–2021 200 ΧΡΟΝΙΑ ΑΠΟ ΤΗΝ ΕΛΛΗΝΙΚΗ ΕΠΑΝΑΣΤΑΣΗ (1821-2021 Bicentenaire de la Révolution grecque) et la mention du pays émetteur ΕΛΛΗΝΙΚΗ ΔΗΜΟΚΡΑΤΙΑ figurent en cercle le long du bord. L’anneau extérieur de la pièce comporte les douze étoiles du drapeau européen. |                  |
| Graveur :                                                        | \| Gravure sur la tranche : \| Date : \| Tirage : \| \| \| 22 avril 2021 \| 1 500 000 pièces \| |                  |
| Gravure sur la tranche :                                         | Date : | Tirage :         |
|                                                                  | 22 avril 2021 | 1 500 000 pièces |

| 2022                                                  |                                      |
| 200e anniversaire de la première constitution grecque |                                      |
|                                                       |                                      |
| Graveur :                                             | \| Gravure sur la tranche : \| \| \| |
| Gravure sur la tranche :                              |                                      |
|                                                       |                                      |

| 2022                                                | |
| 35e anniversaire du programme Erasmus, créé en 1987 | |
|                                                     | Tous les pays de l'Union européenne utilisant l'euro émettent une pièce de 2 euros commémorative pour le 35e anniversaire du programme Erasmus. Le philosophe, humaniste et théologien néerlandais Érasme écrivant, d'après le tableau Desiderius Erasmus de Hans Holbein le Jeune, entouré d'une série de lien formant des étoiles et le nombre 35. Sur son flanc, les années 1987-2022, les mots ERASMUS PROGRAMME et la mention du pays émetteur ΕΛΛΗΝΙΚΗ ΔΗΜΟΚΡΑΤΙΑ. L'anneau externe de la pièce comporte les douze étoiles du drapeau européen. |
| Graveur : Joaquin Jimenez                           | \| Gravure sur la tranche : \| Tirage : \| \| \| 750 000 pièces \| |
| Gravure sur la tranche :                            | Tirage : |
|                                                     | 750 000 pièces |

| 2023                                       | |                |
| Centenaire de la naissance de Maria Callas | |                |
|                                            | le dessin comprend un portrait de la légendaire soprano grecque, Maria Callas. L’inscription «100 ANS DEPUIS LA NAISSANCE DE MARIA CALLAS» figure le long du bord intérieur, et l’année de frappe «2023» ainsi qu’une palmette (marque d’atelier de la Monnaie grecque) figurent du côté droit; sous le portrait apparaît l’inscription «RÉPUBLIQUE HELLÉNIQUE». |                |
| Graveur :                                  | \| Gravure sur la tranche : \| Date : \| Tirage : \| \| \| 27 juin 2023 \| 750 000 pièces \| |                |
| Gravure sur la tranche :                   | Date : | Tirage :       |
|                                            | 27 juin 2023 | 750 000 pièces |

| 2023                                                         | |                |
| 150e anniversaire de la naissance de Constantin Carathéodory | |                |
|                                                              | Le dessin comprend un portrait du mathématicien grec Constantin Carathéodory. L’inscription «CONSTANTIN CARATHÉODORY 1873-1950» figure le long du bord intérieur, à gauche, et l’année de frappe «2023» ainsi qu’une palmette (marque d’atelier de la Monnaie grecque) figurent du côté droit; sous le portrait apparaît l’inscription «RÉPUBLIQUE HELLÉNIQUE». |                |
| Graveur :                                                    | \| Gravure sur la tranche : \| Date : \| Tirage : \| \| \| juillet 2023 \| 750 000 pièces \| |                |
| Gravure sur la tranche :                                     | Date : | Tirage :       |
|                                                              | juillet 2023 | 750 000 pièces |

| 2024                                                | |                |
| 150e anniversaire de la naissance de Penelope Delta | |                |
|                                                     | Le dessin figure un portrait de Pénélope Delta. Le long de l’anneau intérieur de la pièce figurent les inscriptions «ΠΗΝΕΛΟΠΗ ΔΕΛΤΑ 1874-1941» («PENELOPE DELTA 1874-1941») |                |
| Graveur :                                           | \| Gravure sur la tranche : \| Date : \| Tirage : \| \| \| 2024 \| 750 000 pièces \|                                                                                        |                |
| Gravure sur la tranche :                            | Date : | Tirage :       |
|                                                     | 2024 | 750 000 pièces |

| 2024                                                          | |                |
| 50e anniversaire de la restauration de la République en Grèce | |                |
|                                                               | Le dessin se compose du bâtiment du Parlement grec, entouré de la mention: «50 ΧΡΟΝΙΑ ΑΠΟ ΤΗ ΜΕΤΑΠΟΛΙΤΕΥΣΗ» («50 ANS DU RÉTABLISSEMENT DE LA DÉMOCRATIE EN GRÈCE») et «ΕΛΛΗΝΙΚΗ ΔΗΜΟΚΡΑΤΙΑ» («RÉPUBLIQUE HELLENIQUE»). |                |
| Graveur :                                                     | \| Gravure sur la tranche : \| Date : \| Tirage : \| \| \| juillet 2024 \| 750 000 pièces \| |                |
| Gravure sur la tranche :                                      | Date : | Tirage :       |
|                                                               | juillet 2024 | 750 000 pièces |

## Pièces de collection
La Grèce émet également des pièces de collection qui ne peuvent être utilisées dans les autres pays.

## Frappe
Les pièces grecques ont une particularité de frappe concernant le millésime 2002. Comme elles ont été frappées dans différents pays de l'Union, une lettre située dans une étoile permet d'identifier le pays dans lequel la pièce a été frappée[Quoi ?] :
- aucun signe : frappée par la Banque de Grèce en Grèce ;
- étoile avec un E : frappée par la Fabrique nationale de la monnaie et du timbre en Espagne ;
- étoile avec un F : frappée par la Monnaie de Paris en France ;
- étoile avec un S : frappée par la Suomen Rahapaja en Finlande.

## Rumeurs propagées sur Internet

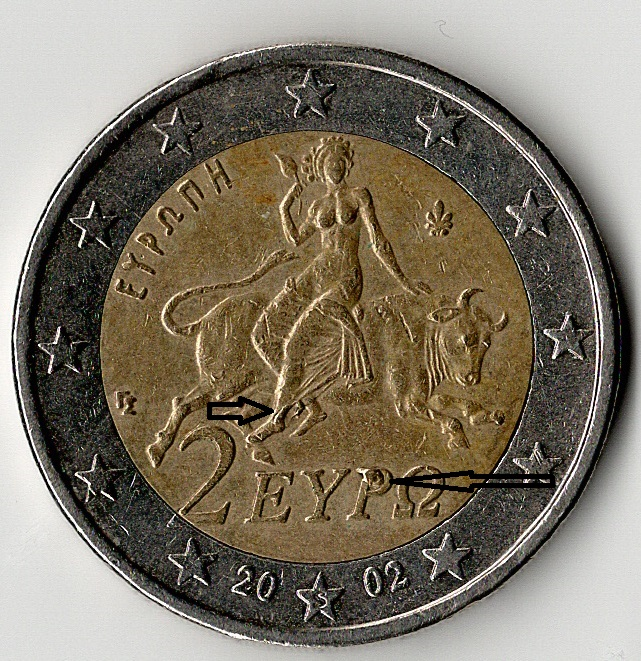
Pièce de 2 € grecque de 2002.

En janvier 2019, une pièce de 2 € 2002 S a été mise aux enchères au prix de 80 000 € car le vendeur la pensait rare grâce à la lettre S et aux petits surplus de métal. Bien sûr, il n'en est rien (70 000 000 de pièces frappées) et le surplus de métal apporte au mieux une légère plus-value. Cependant, l'information a parfois été mal relayée voire faussée et cela a suffi à faire croire à de nombreuses personnes qu'elles étaient riches.